# Isola Kidney
L'isola Kidney (Kidney Island in inglese, Isla Celebroña in spagnolo ), così chiamata per la sua forma (kidney significa «rene»), è una piccola isola dalla superficie di 33 ettari situata a est di East Falkland, a non molta distanza da Stanley. Sorge all'estremità orientale del Berkeley Sound vicino alla Kidney Cove, ed è separata dall'insenatura di Port William dal Menguera Point. È una riserva naturale e, diversamente dalla maggior parte delle isole principali, è ancora ricoperta da distese erbose di Poa flabellata. La sua fauna comprende pinguini e leoni marini. È una delle uniche tre località dell'arcipelago in cui nidificano i pinguini reali; le altre due sono Saunders Island e Volunteer Point su East Falkland.

## Storia
Il 1º maggio 1982, durante la guerra delle Falkland, l'Islas Malvinas GC82, un pattugliatore navale argentino di tipo Z-28 venne danneggiato nei pressi di quest'isola da un elicottero Westland Lynx HAS.Mk.2/3 della HMS Alacrity. A sua volta l'elicottero venne gravemente danneggiato dal fuoco di ritorno dalla nave argentina ARA Forrest.

## Fauna
L'isola Kidney, assieme alla più vicina e molto più piccola isola Cochon, è stata riconosciuta da BirdLife International come Important Bird Area (IBA). Tra gli uccelli che vivono qui di particolare importanza ai fini della conservazione figurano l'anatra vaporiera delle Falkland (15 coppie), il pinguino saltarocce (500 coppie), il pinguino di Magellano, il petrello mentobianco (1000 coppie), la berta grigia, il cinclode nerastro e lo scricciolo di Cobb.